# Soudničky (opera)
Soudničky (původně Žižkovské dvojzpěvy, ve německé verzi Das heitere Bezirksgerich) je opera sestávající ze tří aktovek („operních skečů“) a dvou meziher česko-rakouského skladatele Šimona Vosečka na libreto Jana Panenky podle tří ze soudniček Františka Němce. Premiéru měla 13. listopadu 2000 v Žižkovském divadle v rámci festivalu Nekonvenční žižkovský podzim v podání studentů Pražské konzervatoře.

## Vznik, charakteristika a historie
Soudničky jsou první opera skladatele Šimona Vosečka. Napsal ji ve dvaceti letech v době, kdy studoval na Pražské konzervatoři kompozici u Otomara Kvěcha, a ještě před svým přesídlením do Vídně roku 2002.
Za námět posloužily tři krátké soudničky, vesměs ze Žižkova z doby první republiky, Františka Němce (1902–1963), konkrétně ze sbírky Dáma na pavlači a jiné soudničky: jedná se o povídky Mladý muž Bob a pan Trmejš, Slečna Upejpová a Dáma a apropó. Libreto podle nich napsal tehdejší dramaturg opery Národního divadla Jan Panenka (1952–2005). Poměrně krátká opera, trvající jen něco přes půl hodiny, sestává z předehry navozující atmosféru třicátých let 20. století a ze tří epizod propojených dvěma mezihrami; vedle protagonistů jednotlivých příběhů, které mohou hrát tíž představitelé, jimi provázejí dvě zpěvačky (odtud původní název opery Žižkovské dvojzpěvy). Instrumentována je pro pouhých šest hudebníků.
Žižkovské dvojzpěvy byly napsány pro studenty Pražské konzervatoře a o jejich uvedení se vedle Kvěcha zasadil violoncellista, pedagog a propagátor klasické hudby Jiří Hošek. Konzervatoř je také dvakrát uvedla. S prvním nastudováním vedle prvního uvedení na festivalu Nekonvenční žižkovský podzim, jejž Jiří Hošek založil, hostovala i v Národním divadle, konkrétně na jeho tehdejší komorní scéně Divadlo Kolowrat (11. února 2001) v rámci festivalu Opera 2001. Inscenace i vizuálně odkazovala na 30. léta. Později Voseček tuto operu přepracoval a tuto novou verzi již pod definitivním názvem Soudničky Pražská konzervatoř uvedla poprvé 6. června 2008 ve vinohradském Divadle Talent – Illusion (tehdejším působišti Dětské opery Praha).
Přestože došlo jen k několika představením a i kritický ohlas byl omezený, zanechala tato opera přízivý dojem: jejich úspěch zmiňuje například kritička Helena Havlíková a Vlasta Reittererová pochválila vedle „novoklasicky pregnantní“ Vosečkovy hudby i ostatní aspekty inscenace, již považovala pro produki uměleckých škol za vzorovou: „Všechny složky do sebe organicky zapadaly a pobavily.“ I nová verze v roce 2008 měla kritický úspěch; Lenka Šaldová v Hudebních rozhledech psala: „Voseček, inspirován výborným libretem Jana Panenky, je dobrým divadelníkem: temporytmicky obtížné party kladou značné požaavky na výrazové zpívání/deklamaci, vtipné skeče od zpěváků/herců vyžadují přesné pointy.“

## Osoby a první obsazení
| osoba                                     | hlasový obor | premiéra 1. verze (13. listopadu 2000) | premiéra 2. verze (6. června 2008) |
| ----------------------------------------- | ------------ | -------------------------------------- | ---------------------------------- |
| První zpěvačka                            | soprán       | Zdeňka Hojková                         | Věra Likérová                      |
| Druhá zpěvačka                            | alt          | Barbora Velehradská                    | Michaela Kapustová                 |
| Trmejš, mistr holič                       | baryton      | Vojtěch Babka                          | Jiří Brükler                       |
| Paní Trmejšová                            | mezzosoprán  | Jana Malcová                           | Miroslava Časarová                 |
| Hedvička, jejich dcéra                    | soprán       | Jana Havlová                           | Bronislava Tomanová                |
| Bob, nápadník                             | tenor        | Michal Stejskal                        | Ondřej Socha                       |
| Slečna Upejpová, stará panna              | mezzosoprán  | Lenka Švehlíková                       | Edita Viskotová                    |
| Slečinka na vdávání                       | soprán       | Jana Havlová                           | Anna Kubištová                     |
| Obchodník nábytkem                        | tenor        | Michal Stejskal                        | Ondřej Socha                       |
| Pan rada                                  | baryton      | Ondřej Štefáček                        | Lukáš Sládek                       |
| Zapisovatelka                             | soprán       | Jana Havlová                           | Anna Kubištová                     |
| Paní Kosinová, obžalovaná                 | mezzosoprán  | Jana Malcová                           | Miroslava Časarová                 |
| Zdrápaná Terka                            | alt          | Barbora Velehradská                    | Pavlína Horáková                   |
| Capouch rozježenej, neumytej a neučesanej | soprán       | Zdeňka Hojková                         | Bronislava Tomanová                |
| Stará Dorota                              | tenor        | Michal Stejskal                        | Ondřej Socha                       |
| Dirigent:                                 | Dirigent:    | Robert Jindra                          | Robert Jindra                      |
| Režie:                                    | Režie:       | Regina Szymiková                       | Regina Szymiková                   |
| Scéna:                                    | Scéna:       | Eleonora Krejčí                        | Jana Špálová                       |
| Kostýmy:                                  | Kostýmy:     | …                                      | Aneta Krňáková                     |

## Děj opery

### Pan Trmejš a Pikardie
Žižkovský holičský mistr Trmejš se od rána alkoholem posilňuje na návštěvu Boba, nápadníka jeho dcery Hedvičky. Stále si opakuje připravenou řeč, ale pomyšlení na to, že jeho dcera opustí domov, mistra dojímá natolik, že jeho myšlenky utíkají k jeho snu, exotické Pikardii. Paní Trmejšová, na které leží organizace významného dne, se s ním nakonec dává do hádky, již přeruší až příchod nápadníka. Podroušená hlava rodiny ho vítá a podrobuje květnatému proslovu, do kterého se plete Pikardie, ale Bob je přízemní duše a jeho pozornost nepatří vyhlédnuté nevěstě ani potenciálnímu tchánovi a tchyni, ale přichystanému obědu. Jeho přístup mistra Trmejše pohorší, vzplane hádka a nakonec rvačka, ve které Bob podléhá a prchá. Námluvy tak místo k oltáři dovedly účastníky do soudní síně.
(1. mezihra – věnovaná neveřejným polibkům v koupelně)

### Slečna Upejpová a kredenc
Stará panna slečna Upejpová si v obchodě v Cimburkově ulici již před pětatřiceti lety vyhlédla kredenc, která má tvořit součást její svatební výbavy. Dnes se jako obvykle prochází kolem výkladu a přesvědčuje se, že kredenc na ni dosud čeká (nepřipouští si, že ji obchodník čas od času vymění). Do obchodu se chystá vstoupit slečinka a nesměle se slečny Upejpové ptá, na kolik myslí, že by taková kredenc přišla – chystá se totiž vdávat. Slečna Upejpová se vysmívá její bláhovosti – ženy se dnes nevdávají a muži nežení, jinak by přece ona nezůstala svobodná. Začne slečince nadávat, hrozí jí deštníkem, a když se ji obchodník snaží uklidnit, schytá to také. I slečna Upejpová tak je za své přečiny pohnána před soud.
(2. mezihra – věnována rovněž Anně F.)

### Dáma a apropó
Pan rada se vyptává zapisovatelky, jaký spor je dnes na pořadu. Hokyně Kosinová už po čtvrté žaluje báby z trhu pro utrhání na cti. Pan rada se před oddanou zapisovatelkou chce blýsknout tím, že ženštiny vystrnadí do čtvrt hodiny. Vstupuje rozhádaný houf štěken: vedle žalobkyně Zdrápaná Terka, Capouch rozježenej, stará Dorota a chybí Nosatá Mařena. Panu radovi se je podaří uklidnit, když je oslovuje „dámy“ a používá kouzelné slovíčko „apropó“. Okouzlené a poctěné žižkovské hokyně se uklidňují, podepisují smír, který jím pan rada nabídne, a odcházejí s ušlechtilostí, jaká „dámám“ sluší.

## Instrumentace
Fagot, pozoun (tenorobasový), klavír, housle, viola, violoncello.